# Tipula accurata
Tipula accurata är en tvåvingeart som beskrevs av Alexander 1927. Tipula accurata ingår i släktet Tipula och familjen storharkrankar. Inga underarter finns listade i Catalogue of Life.